# Болонская школа (церковная история)
Болонская школа — школа церковной истории, специализирующаяся на истории Второго Ватиканского Собора, которая в значительной степени поддерживает позицию так называемого герменевтического разрыва, согласно которой историю Римско-католической Церкви следует разделять на  предсоборный и постсоборный периоды. Ведущими умами этой исторической школы были Альберто Меллони и Джузеппе Альбериго.
Среди критиков Болонской школы были главный историк Ватикана Вальтер Брандмюллер, итальянский историк Роберто де Маттеи и кардинал Йозеф Ратцингер (впоследствии Папа Бенедикт XVI). В противовес болонской школе они утверждают, что Второй Ватиканский Собор следует рассматривать с позиции герменевтической преемственности с прошлым. По их мнению, новшества в католическом учении, благочестии, дисциплине и богослужении, в том числе литургическом, следует понимать как развитие, которое подтверждает то, что было в Церкви прежде, даже если оно предлагает новое, более глубокое понимание, более точную формулировку, либо делает акцент на том, что или не прежде не замечалось, или стало важным для настоящего времени. 